# عهار (مدينة حجة)

تعديل مصدري - تعديل

عهار هي إحدى قرى عزلة حملان بمديرية مدينة حجة التابعة لمحافظة حجة، بلغ تعداد سكانها 41 نسمة حسب تعداد اليمن لعام 2004.